# Normand Corbeil
Normand Corbeil (Montreal, 6 aprile 1956 – Montreal, 25 gennaio 2013) è stato un compositore canadese.
Ha composto musiche per film, serie televisive e videogiochi, tra cui: Screamers - Urla dallo spazio, Il giovane Hitler e Heavy Rain.

## Filmografia parziale

### Cinema
- Screamers - Urla dallo spazio (Screamers), regia di Christian Duguay (1995)
- Quattro irresistibili brontoloni (Never Too Late), regia di Giles Walker (1996)
- The Assignment - L'incarico (The Assignment), regia di Christian Duguay (1997)
- Colpevole d'innocenza (Double Jeopardy), regia di Bruce Beresford (1999)
- L'arte della guerra (The Art of War), regia di Christian Duguay (2000)
- Sfida nell'ultima valanga (Extreme Ops), regia di Christian Duguay (2002)
- The Statement - La sentenza (The Statement), regia di Norman Jewison (2003)
- The Contract, regia di Bruce Beresford (2006)

### Televisione
- Il giovane Hitler (Hitler: The Rise of Evil) - miniserie TV, 2 puntate (2003)
- The Lab (Frankenstein) - film TV, regia di Marcus Nispel (2004)
- Human Trafficking - Le schiave del sesso (Human Trafficking) - miniserie TV, 4 puntate (2005)

## Videogiochi
- Fahrenheit (2005)
- Heavy Rain (2010)
- Beyond: Due anime (2013)

## Premi
- British Academy Video Games Awards - vinto nel 2011 per Heavy Rain.[1]